# Naïlé Meignan
Naïlé Meignan (18 de diciembre de 2003) es una deportista francesa que compite en escalada. Ganó una medalla de oro en el Campeonato Europeo de Escalada de 2024, en la prueba de bloques.

## Palmarés internacional
| Campeonato Europeo | Campeonato Europeo | Campeonato Europeo | Campeonato Europeo |
| Año                | Lugar              | Medalla            | Prueba             |
| ------------------ | ------------------ | ------------------ | ------------------ |
| 2024               | Villars (Suiza)    | Medalla de oro     | Bloques            |